# アイルランド時間
アイルランドでは、夏期にはアイルランド標準時（アイルランドひょうじゅんじ、アイルランド語: Am Caighdeánach Éireannach、UTC+1）、冬期にはグリニッジ標準時（アイルランド語: Meán-Am Greenwich、UTC+0）が標準時とされている。
アイルランドでは1968年の標準時法によって、国の汎用的な時間（標準時）として年間を通してグリニッジ標準時より1時間遅らせた時間を採用すると定められた。この法律は、冬時間としてグリニッジ標準時を制定した改正標準時法1971によって改正された。よって、冬期は時刻を標準時より1時間遅らせ、夏期は標準時に戻ることとなった。これは、他の欧州連合（EU）加盟国のとは異なっている（夏期に時刻を標準時より1時間進める）。ただし結果的には夏時間制と同じである。
夏時間への移行と冬時間（標準時）への移行は、ヨーロッパ内で同時に行われる。アイルランドでは、冬時間は10月の最終日曜日02:00 IST（01:00 GMTに変更）から始まり、3月の最後日曜日01:00 GMT（02:00 ISTに変更）で終了する。
下記の表は、アイルランドの標準時またはアイルランドの夏時間の過去および今後の開始日および終了日を示している。
| 年   | 開始    | 終了     |
| ---- | ------- | -------- |
| 2015 | 3月29日 | 10月25日 |
| 2016 | 3月27日 | 10月30日 |
| 2017 | 3月26日 | 10月29日 |
| 2018 | 3月25日 | 10月28日 |
| 2019 | 3月31日 | 10月27日 |
| 2020 | 3月29日 | 10月25日 |
| 2021 | 3月28日 | 10月31日 |
| 2021 | 3月27日 | 10月30日 |

## 歴史

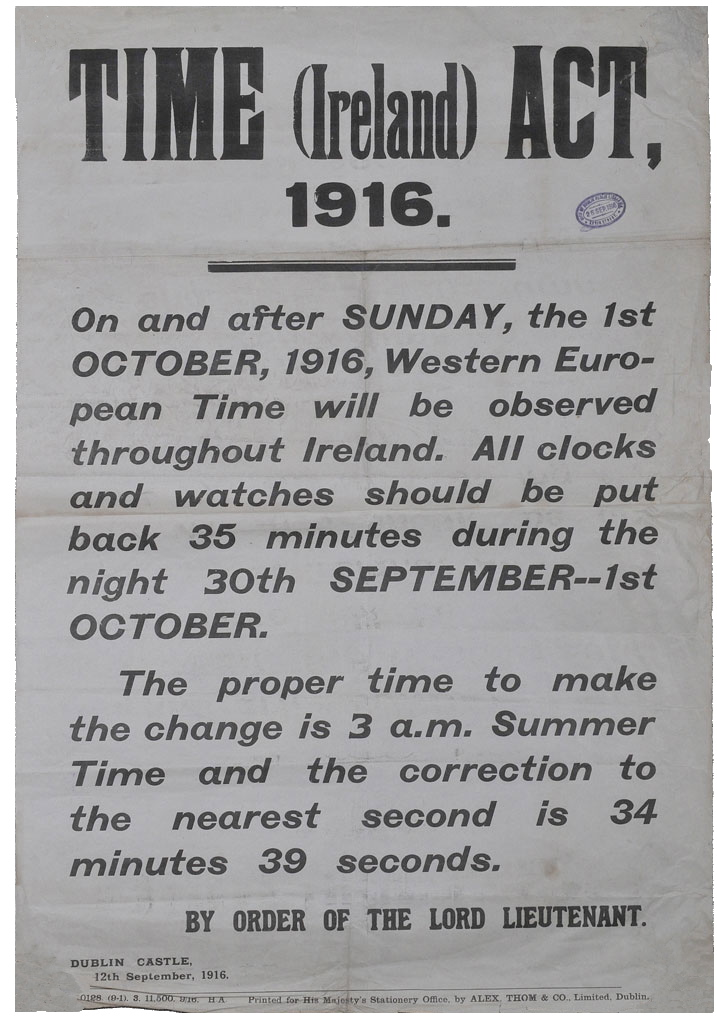
アイルランド時刻法1916

1858年のCurtis v. Marchによる裁判によって、グレートブリテン及びアイルランド連合王国の法定時はそれぞれの地域の地方平均時と定義され、これは1880年まで続いた。1880年の時刻法では、アイルランドの法定時としてダブリン平均時を定義した。これはダブリン郊外のダンシンク天文台の平均時で、グリニッジ標準時（GMT）より約25分21秒遅れており、これはイギリスの法定時と同じ法律によって定義されている。イースター蜂起の後、アイルランドとイギリスの時差は、電信通信において不都合であることが判明し、1916年の時刻法によってアイルランドの時間は、1916年10月1日午前2時からイギリスと同じ時間帯となった。夏時間は、1916年5月に第一次世界大戦中の一時的なエネルギー節約のためにイギリス全土で導入され、ダブリン時間からグリニッジ標準時への切り替えは、夏時間から冬時間への切り替えと同時に行われた。ジョン・ディロンは、アイルランド議会党の議論なしに導入されたアイルランド時刻法案の第一読会に反対した。彼はまた、「我々が奇妙な国に来ているということを私に思い出させる」と発言した。ティム・ヒーリーは、「夏時間法案は国民に昼間の長さをもたらしたが、それと同時にこの法案は国民に夜の闇の長さももたらした」として第二読会に反対した。
1922年にアイルランド自由国が独立した後、アイルランドはイギリスを模倣して発展したため標準時においてもイギリスと同じ時間帯となった。これにより北アイルランドとの間に時差が発生することが回避された。夏時間は、1923年と1924年の法律、そして1925年の夏時間法によって継続的に実施された。1925年の法律では、夏時間の期間が定められた。ただしこれは、省令によって変更される可能性がある。二重夏時間導入も検討されたが、第二次世界大戦の非常事態の際には導入されなかった。
1968年から標準時（GMT+1）が通年採用され、冬時間への変更はなかった。これはアイルランドの1973年の欧州経済共同体（EEC）への加盟に向けた試みであり、1971年に中止された。その年、アイルランド時間は中央ヨーロッパ夏時間（CEST）を採用したイタリアの夏期を除いて、6つのEEC諸国と同じとなった。
1980年代から、冬と夏の時間の切り替えの日付は、EU全体で統一されている。

## 標準時変更
アイルランドの標準時変更について、2011年11月のウラクタス（アイルランド議会）の両院共同委員会によって議論されたが、政府は変更を予定していないと述べた。2012年11月、トミー・ブローアンは、標準時を現行より1時間進め、冬期に中央ヨーロッパ時間（CET）、夏期に中央ヨーロッパ夏時間（CEST）採用することを3年間の試行を許可する議員提出法案を提出した。法務・平等大臣のアラン・シャッターはこの法案の審議を両院共同委員会に委ねることとし、イギリスの議会を諮問することを提案、その後合意したためこの法案の第二読会は2013年7月5日に延期された。2014年7月、両院共同委員会は法案提出のための招致書を発行した。

## その他の変更
アイリッシュ・パブでは夏期に閉店時間を30分遅らせて営業していたが、2000年には、夏冬の時間の変化を取り除くことによって、閉店時間が通年同じになった。1933年から1961年の間、夏期には点灯時間は日の入りの1時間前から日の出の1時間前までとなっており、冬期と30分差があった。1961年以降、通年で点灯時間は日の入り30分前から日の出30分前となった。また、夜間飛行の定義の変更が1967年になされた。

## IANA time zone database
tz databaseのzone.tabには、アイルランドの標準時が1つ含まれている。
| 国コード | 座標        | TZ            | 注釈 | 協定世界時との差 | 冬時間 | 備考 |
| -------- | ----------- | ------------- | ---- | ---------------- | ------ | ---- |
| IE       | +5320−00615 | Europe/Dublin |      | +01:00           | +00:00 |      |